# Joaquim d'Ibáñez-Cuevas i de Valonga
Joaquim d'Ibáñez-Cuevas i de Valonga (Talarn, Pallars Jussà, 1784 - Daimiel, Ciudad Real, 22 d'agost de 1825) fou un aristòcrata i militar català, baró d'Eroles i quart marquès de La Cañada-Ibáñez.

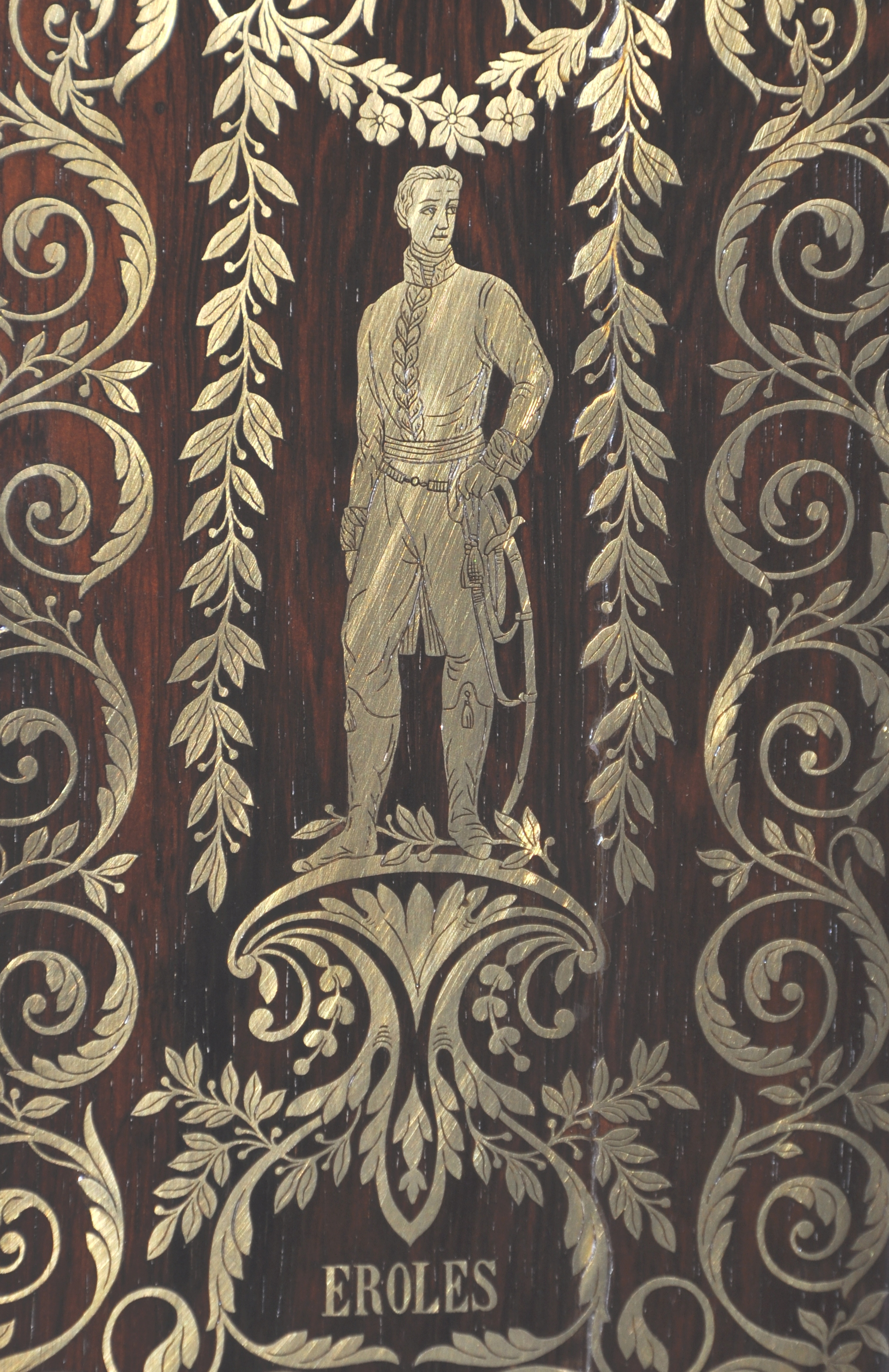
Joaquim d'Ibáñez-Cuevas i de Valonga baró d'Eroles. Detall de la decoració d'un moble commemoratiu de la Guerra del Francès obra de J.A. Cabanyeres (1866) Museu d'Història de Barcelona MUHBA

Inicià estudis de dret a la Universitat de Cervera, però els deixà el 1808 en esclatar la Guerra del Francès per allistar-se al cos de voluntaris de Talarn i finançant una partida de 1.600 homes, amb els quals participà en el Segon setge de Girona de 1808. Quan caigué la ciutat fou fet presoner i enviat a França. Aviat se n'escapà i fou nomenat comandant del cos d'exèrcit de l'Empordà, amb el que participà en la presa als francesos de Cervera, Lleida, Peníscola, Mequinensa i Montsó, però no va poder impedir l'incendi i saqueig del monestir de Montserrat per les tropes de Louis Gabriel Suchet el 25 de juliol de 1811 ni la represa de Figueres. El gener de 1812 capturà un batalló francès al Coll de Balaguer, però fou dispersat dies després a Altafulla. Tot i això, el 1813 i el 1814 fou nomenat capità general de Catalunya.
Després d'ella va destacar en el sector polític absolutista després de la tornada al tron de Ferran VII. Després de l'èxit del pronunciament militar de Las Cabezas de San Juan, amb el qual els liberals, liderats per Rafael de Riego, van prendre el poder, va participar en les partides reialistes que, a les zones rurals perjudicades per les reformes econòmiques, reclamaven el retorn a l'Antic Règim. Les autoritats del trienni liberal el declararen "persona non grata" i el deportaren a Mallorca, però escapà al seu confinament i s'instal·là a Talarn.
Ja iniciada la Guerra de la Regència d'Urgell, després de la presa de la Seu d'Urgell va organitzar la Regència d'Urgell, de la qual fou president juntament amb Jaume Creus i Martí i el marquès de Mataflorida. Nomenat comandant suprem de les tropes absolutistes, va instigar la intervenció de la Santa Aliança. Enfrontat amb els altres regents, va emetre un manifest pel seu compte, conegut com el Manifest del Baró d'Eroles, que reclamava del rei que jurés i respectés els furs i costums del país. Les seves tropes, però, foren vençudes a la Seu d'Urgell per les del nou capità general de Catalunya Espoz y Mina i hagué de fugir novament a França el 1822.
Amb el vistiplau del govern francès tornà a Catalunya amb els Cent Mil Fills de Sant Lluís, quart cos de Bon-Adrien Jeannot de Moncey. No es va moure de Catalunya, tot i que el duc d'Angulema el va nomenar membre de la regència a Madrid. Malgrat que no era del grat dels sectors més extremistes, fou cridat a Madrid perquè col·laborés en la reconstrucció del nou exèrcit reial. Malalt, va morir quan era de pas a Daimiel, al seu retorn dels banys de la Fuensanta. Va ser enterrat en el cor baix de l'Església de Santa Maria la Major de Daimiel.